# ماگادان

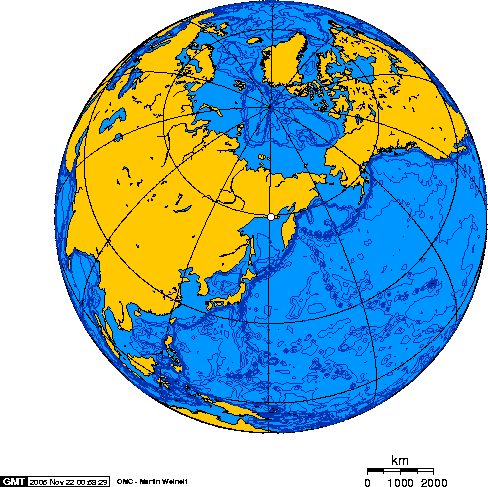
Магадан

ماگادان (به روسی: Магадан) شهری در روسیه شرقی می‌باشد.
شهر ماگادان مرکز استان ماگادان است. این شهر ۱۰۷٬۵۰۰ نفر جمعیت دارد و در سال ۱۹۲۹ بنیاد شد.